# Landesmutter
Als Landesmutter wird allgemein eine führende oder wichtige Frau eines Landes bezeichnet, analog zur Bezeichnung Landesvater für ebensolche Männer.

## Begriffsverwendung
Früher wurden Landesherrinnen als Landesmutter bezeichnet, wie zum Beispiel Amalia von Sachsen-Weimar-Eisenach, Elisabeth von Braunschweig-Calenberg, Anna von Dänemark (1532–1585), die Gattin von August von Sachsen („Vater August“) oder die französische Landesmutter Eugénie de Montijo. Im christlichen Brauchtum hat der Begriff Landesmutter auch eine wesentliche Bedeutung, wie die Überlieferungen Verehrung und Heiligsprechung belegen, wie zum Beispiel Österreich, die Heilige Hemma, Landesmutter und Schutzfrau von Kärnten, Fürstin und Landesmutter Maria Theresia von Österreich oder auch die Landesmutter der Schweiz Helvetia, Hedwig von Andechs, die in Schlesien als Landesmutter bezeichnet wurde.
Heute wird der Begriff Landesmutter für eine Regierungschefin, Ministerpräsidentin oder auch für ein weibliches Staatsoberhaupt verwendet, gelegentlich auch für die Gattin des Landesvaters.

## Abgrenzung
Der Begriff ist nicht mit First Lady bzw. in Frankreich Première dame zu verwechseln, da damit stets die Ehefrau eines Staatsoberhauptes oder Regierungschefs gemeint ist. Allerdings wurde in Deutschland auch für Marianne Strauß wegen ihrer tragenden Rolle an der Seite des CSU-Politikers Franz Josef Strauß der Begriff der „Landesmutter“ verwendet.